# Alux Nahual
Alux Nahual es un grupo de rock formado en Guatemala. Su trascendencia en la región centroamericana le ha permitido darse a conocer como una propuesta musical, referente cultural en todo el istmo.

## Historia
La banda Alux Nahual se formó 1979. Fue fundada por Álvaro Aguilar (guitarra acústica), quien acompañado de su hermano Plubio (bajo) y de su primo Ranferí (guitarra eléctrica y acústica) se empiezan a presentar en Café Bar, de la ciudad de Guatemala. Se integraron a la banda Javier Flores (batería), Paulo Alvarado (chelo) y Jack Schuster (violín). En sus inicios tocaban composiciones de otras bandas de la época, como Kansas, Led Zeppelin y Toto, además de propuestas originales con una base de rock sinfónico y progresivo, con influencia del grupo de rock progresivo neerlandés Focus en la melodía "Intro - Passacaglia Maestosa (Bar Rocko)".
Luego de un par de años se retira Flores y contactan al baterista Pablo Mayorga al tiempo que el hermano de Ranferí, Orlando, quien también toca batería, se integra a Alux. Durante algunos años tocaron con dos bateristas, algo poco común en una banda de rock. El prestigio de la banda subió rápidamente, y en 1981 logran grabar su primera producción discográfica bajo el sello discográfico de DIDECA. Esta primera producción fue la que abrió las puertas al rock nacional en las radios. En aquellos momentos no existía conocimiento acerca del movimiento de rock en español que se daba en Argentina y otros lugares de América, por lo que Alux Nahual se convirtió en la primera banda reconocida comercialmente, de rock en español en Centroamérica.

### Época de oro
La producción Alux Nahual (1981) fue un fenómeno que en un principio se hizo público de boca en boca, ya que las emisoras radiales no lograban encajar la propuesta musical. posteriormente las canciones Hombres de maíz La fábula del grillo y el mar fueron publicadas en emisoras de Guatemala y El Salvador.
Su carrera fue en ascenso logrando así producir tres discos más en los siguientes cinco años. El músico Óscar Conde se unió a la banda durante la producción "Conquista" (1982) aportando a la banda el sonido de la flauta, saxofón, teclados e instrumentos autóctonos de Guatemala. En 1983 antes de la publicación del álbum "Hermanos de Sentimiento" Pablo Mayorga se retira dejando a Orlando Aguilar como único baterista de la agrupación.
Luego de la publicación de su disco "Centroamérica" (1986), Orlando Aguilar decide retirarse. Para completar la alineación ingresa el músico Lenín Fernández pocos meses antes de grabar su quinta producción.
El quinto disco "Alto al Fuego" (1987) proveyó un sonido más alternativo. De esta producción salieron seis sencillos radiales, lo que demuestra el alcance y la aceptación lograda por Alux Nahual para esa época. Sus canciones clamaban por la paz y por la hermandad, lo que llevó a sus grandes éxitos a convertirse en verdaderos himnos cantados desde Quetzaltenango hasta San José de Costa Rica.
En 1991 lanzan su disco Leyenda el cual resume los éxitos obtenidos durante la primera década. Esta producción alcanzó la categoría de disco de platino por su nivel de ventas en México y Centroamérica. Para esos años se convierten en los favoritos para ser teloneros de los diferentes grupos y artistas que visitaban el país, a la vez que son invitados a participar en el programa Mexicano Siempre en Domingo que se realizó en Antigua Guatemala en la ermita de la Santa Cruz.
Tras este disco Alux Nahual decide cambiar de disquera y firman contrato con Sony Music. La primera producción con Sony lleva el nombre de Americamorfosis, el cual logra llegar a Estados Unidos, México, toda Centroamérica e incluso Sudamérica. Esta producción obtiene Disco de Oro por ventas en Centroamérica a tan sólo tres meses de haberse publicado. De esta producción se desprenden los sencillos: Vuelve, Del Suelo Se Suele Aprender, 500 años, La plegaria del Hombre Lobo, El Trovador de la Noche y Salva (únicamente en El Salvador).
Alux Nahual sigue con paso activo los siguientes años y el 25 de febrero de 1997 editan Se cantan retratos. En 1997 ofrecen su primer concierto en México, aunque el público ya conocía algunos temas.

### Separación
Alux Nahual anunció en marzo de 1999 que la banda había decidido disolverse para dar lugar a las propuestas individuales de cada músico. Se despidieron de su público en la Gran Sala del Centro Cultural "Miguel Ángel Asturias", donde se presentaron con una orquesta de cámara, así como una temporada de presentaciones por Centroamérica.
Para el año 2002 Alux Nahual se reúne en 2 conciertos especiales tras su desaparición. El 28 y 29 de noviembre se realizaron 2 conciertos para la presentación de su disco en vivo La historia del duende en concierto. Ambos conciertos vendieron todas las localidades, en esa ocasión tuvieron como invitado en el bajo a Benji Carzo.
A finales del año 2005 vuelven a unirse para realizar varias presentaciones en toda Centroamérica con el objetivo de recaudar fondos para donarlos a los afectados de la tormenta tropical Stan que azotó Guatemala, para lo cual relaizan una gira llamada "Reunidos por Guatemala" la cual se extendió durante el año 2006. 
En octubre de 2007 Alux Nahual realizó cuatro presentaciones acústicas en el bar Trovajazz, donde cientos de asistentes tuvieron la oportunidad de recordar los éxitos de la banda. Para el año 2008 se esperan nuevas propuestas y conciertos de primera clase.
En agosto de 2008 se reunieron y realizaron un concierto en San José de Costa Rica, en el Centro de Convenciones Torre Geko con un público que no dejó de corear cada una de sus interpretaciones. La banda (Álvaro Aguilar (voz), Ranferí Aguilar (guitarra), Óscar Conde (teclado y flauta), Lenín Fernández (batería y percusiones), Paulo Alvarado (chelo eléctrico y teclados) y José Juan Monzón en lugar de Plubio y su bajo), se hizo acompañar por el grupo de saxofones Son Sax de Costa Rica en un par de sus éxitos, El trovador de la noche y Fiesta privada, así como el estreno de la canción La Dolores en donde además, Fidel Gamboa, líder y vocalista del grupo costarricense Malpaís, fue la voz principal. «Esta noche es especial para nosotros, estamos artistas de dos países tocando las canciones de unos y otros. Este es el resultado de creer que la unión de Centroamérica sí es posible» indicó Lenín Fernández.
En el año 2009, como celebración de su 30 aniversario, el grupo realizó un concierto el 28 de noviembre en la Ermita de la Santa Cruz en Antigua Guatemala con un lleno total, en un concierto que duró por más de tres horas. También realizaron otro concierto a la semana siguiente en el Teatro al aire libre del Centro Cultural Miguel Ángel Asturias. A estos conciertos se unió Plubio para tocar el bajo, que incluso cantó la canción "Hoy" durante el concierto.
En el año 2010 realizaron dos conciertos sinfónicos en la Gran Sala del Centro Cultural Miguel Ángel Asturias, cada uno con lleno total. El primero de ellos, ofrecido en junio de ese año fue grabado en audio y video, lo cual permitió presentar un año después el DVD "Alux Nahual Sinfónico". Este material incluye 10 temas de sus éxitos.
A finales del año 2011, después de varios años de ausencia, decidieron realizar el 17 de diciembre un concierto en San Salvador, El Salvador un concierto en el anfiteatro del Centro Internacional de Ferias y Convenciones (CIFCO).
El 29 de junio de 2014 se vuelven a reunir en el parque temático Xetulul por motivo del 12 aniversario del ya antes mencionado. Fue un concierto lleno de la alegría de los fanes puesto que no es común ver a Alux Nahual en conciertos.

### Renace de nuevo El Espíritu del Duende
El 31 de diciembre de 2011, en su perfil de Facebook, el grupo escribió "Pues bueno, ya es el fin de un año más, en el que tocamos juntos por Centroamérica y en que se hizo el lanzamiento del DVD". También el año en que Alux Nahual decide volver a componer música. Son varios nuevos ciclos que inician. El Baktún, el nuevo gobierno, el nuevo disco y la gira sinfónica. A todos los que han cantado y vibrado con nosotros les enviamos los mejores deseos para este año que entra hoy y que tengamos la fortuna de poder vernos en los próximos conciertos. FELIZ AÑO DE PARTE DE ALUX NAHUAL!". Por ese medio, anunciaban la composición de nuevas canciones. El 16 de mayo de 2012, fue presentado ante los medios 4 canciones del nuevo disco, "Se busca" escrita por Álvaro Aguilar, "Consumundo" escrita por Ranferí Aguilar, "Los fusiles no cantan" escrita por Paulo Alvarado y "Efraín" escrito por Oscar Conde, esto fue publicado en Prensa Libre y siglo XXI.
Durante el proceso del nuevo disco, hubo un cambio en la alineación del grupo, por decisión del grupo se fue Lenín, y después una rápida búsqueda ingresó Vinicio Molina a la agrupación. El 29 de noviembre, se realizó una nueva conferencia de prensa, en la que se presentó el disco entero llamado "Murciélago Danzante".
El 8 de diciembre se realizó la presentación del disco en un concierto en la Ermita de la Santa Cruz en Antigua Guatemala. Un segundo concierto se realizó en Santa Elena, Petén el 21 de diciembre de 2012.
En el año 2016 es lanzado al mercado su décimo disco de estudio "Sueños de Jade" 

## Alux Nahual y la paz
El historial discográfico de Alux Nahual contiene piezas destinadas a promover la paz en Centroamérica. A lo largo del recorrido musical de la agrupación se puede presenciar piezas como Juego nuclear que habla sobre las consecuencias que sufren los países con el armamento de alto potencial. O bien, algunas que buscan la integración centroamericana, como es el caso de Desde el aire y Centroamérica. Sin embargo, el tema que evidenció el deseo de Alux Nahual por la paz fue Alto al fuego.
Para este tema se grabó un videoclip que rápidamente fue transmitido en los canales guatemaltecos y conforme el grupo tomaba auge en Centroamérica, también se difundió en televisoras del istmo. Un hecho trascendental fue la invitación personal que el presidente costarricense Óscar Arias le hizo al grupo para conmemorar la reunión de Esquipulas III celebrada en su país. A manos del mandatario llegó el disco donde estaba esta pieza musical y de inmediato ordenó que se invitara a la agrupación. Aunque Alux Nahual era conocido en este país, el hecho que el mismo presidente les girara la invitación hizo que el grupo rápidamente tuviera más aceptación.
En todas las presentaciones, Alux Nahual expresó su mensaje a favor de la paz en el continente, especialmente en Guatemala. Por ello participaron en festivales por la paz donde el tema Alto al fuego hacía recordar el deseo de vivir en una nación sin guerras ni muertos. Debido al interés social que el grupo manifestó en sus años de vida, fueron invitados a participar en el cierre de las actividades artísticas para conmemorar la firma de los Acuerdos de Paz. Dicho acto, celebrado en la Plaza de la Constitución, tuvo como público a autoridades como el presidente Álvaro Arzú, el alcalde metropolitano Óscar Berger, ministros, diputados y cuerpo diplomático acreditado en el país. En la plaza, más de cuarenta mil personas, entre excombatientes y público en general cantaron las notas de sus canciones. Como punto final, Alux Nahual interpretó el tema Alto al fuego, que fue coreado como el himno guatemalteco en favor de la paz.

## Con sello guatemalteco
Alux Nahual utilizó medios masivos para promocionar su carrera artística y material discográfico, hecho que no había sucedido antes de 1979. La compañía guatemalteca DIDECA fue fundamental para fortalecer la imagen artística de 1981 a 1993, época en que se publicaron 7 producciones.

## Miembros
- Álvaro Rodrigo Aguilar Aguilar - guitarra acústica, teclados, voz y coros
- Ranferí Aguilar Schinini - guitarra eléctrica y acústica, voz y coros
- Plubio Eugenio Aguilar Aguilar  - bajo, guitarra acústica, voz y coros
- Óscar Conde - flauta, saxofón, teclados, guitarras eléctricas y coros
- Mirza Lam - batería
- Rosario Vasquez - Violín y teclados

### Miembros pasados
- Rodolfo Lenín Fernández Paz † (1958-2018) - batería (desde 1987 hasta 2012)
- Jack Schuster - violín (desde 1979 hasta 1988)
- Orlando Guillermo Aguilar Schinini 1962 - batería (desde 1980 hasta 1986)
- Pablo Mayorga 1961 - batería (desde 1980 hasta 1983)
- Javier Flores - batería (desde 1979 hasta 1981)
- Paulo Renato Alvarado - chelo, teclados y coros (desde 1979 hasta 2019)
- Vinicio Molina - Bateria (desde 2012 hasta 2025)

### Cambios en su formación
A lo largo de 20 años la banda tuvo una serie de cambios en su integración artística, como se detalla a continuación:
1979.
La agrupación se inició en 1979 con la siguiente formación musical
- Álvaro Aguilar. Voz principal, guitarra acústica.
- Plubio Aguilar. Coros, bajo eléctrico y guitarra.
- Ranferí Aguilar. Coros, guitarra eléctrica y acústica. Voz en algunos temas.
- Paulo Alvarado. Violonchelo y teclados.
- Javier Flores. Batería.
- Jack Schuster. Violín.

1981 a 1983.
Se integran Pablo Mayorga y Orlando Aguilar. Se retira Javier Flores.
- Álvaro Aguilar. Voz principal, guitarra acústica.
- Plubio Aguilar. Coros, bajo eléctrico y guitarra.
- Ranferí Aguilar. Coros, guitarra eléctrica y acústica. Voz en algunos temas.
- Paulo Alvarado. Violonchelo y teclados.
- Jack Schuster. Violín.
- Orlando Aguilar. Batería y percusiones.
- Pablo Mayorga. Batería y percusiones.

1984 a 1986.
Entra a la agrupación Óscar Conde. Se retira Pablo Mayorga.
- Álvaro Aguilar. Voz principal, guitarra acústica.
- Plubio Aguilar. Coros, bajo eléctrico y guitarra.
- Ranferí Aguilar. Coros, guitarra eléctrica y acústica. Voz en algunos temas.
- Paulo Alvarado. Violonchelo y teclados.
- Óscar Conde. Flauta, saxofón y teclados
- Jack Schuster. Violín.
- Orlando Aguilar. Batería y percusiones.

1987.
Sale Orlando Aguilar y entra Lenín Fernández.
- Álvaro Aguilar. Voz principal, guitarra acústica.
- Plubio Aguilar. Coros, bajo eléctrico y guitarra.
- Ranferí Aguilar. Coros, guitarra eléctrica y acústica. Voz en algunos temas.
- Paulo Alvarado. Violonchelo y teclados.
- Óscar Conde. Flauta, saxofón y teclados.
- Jack Schuster. Violín.
- Lenín Fernández. Batería y percusiones.

1988 a 1994.
Se retira Jack Schuster.
- Álvaro Aguilar. Voz principal, guitarra acústica.
- Plubio Aguilar. Coros, bajo eléctrico y guitarra.
- Ranferí Aguilar. Coros, guitarra eléctrica y acústica. Voz en algunos temas.
- Paulo Alvarado. Violonchelo y teclados.
- Óscar Conde. Flauta, saxofón y teclados.
- Lenín Fernández. Batería y percusiones.

1995 a 1999.
Se retira Paulo Alvarado.
- Álvaro Aguilar. Voz principal, guitarra acústica.
- Plubio Aguilar. Coros, bajo eléctrico y guitarra.
- Ranferí Aguilar. Coros, guitarra eléctrica y acústica. Voz en algunos temas.
- Óscar Conde. Flauta, saxofón y teclados.
- Lenín Fernández. Batería y percusiones.

2002, 2005, 2006 y 2007.
Se reintegra Paulo Alvarado. Plubio Aguilar decide no participar en los nuevos conciertos.
- Álvaro Aguilar. - Voz principal, guitarra acústica.
- Ranferí Aguilar. - Coros, guitarra eléctrica y acústica. Voz en algunos temas.
- Paulo Alvarado. - Violonchelo y teclados.
- Óscar Conde. - Flauta, saxofón y teclados.
- Lenín Fernández. - Batería y percusiones.

Músicos Invitados de 2002 a 2007
- Benji Carazo Bajo - (conciertos año 2002)
- Juan José Monzón. - Bajo (invitado 2005 - 2007)

2009, 2010, y 2011.
Se reintegra Plubio Aguilar para participar en los nuevos conciertos.
- Álvaro Aguilar. Voz principal, guitarra acústica.
- Ranferí Aguilar. Coros, guitarra eléctrica y acústica. Voz en algunos temas.
- Paulo Alvarado. Violonchelo y teclados.
- Óscar Conde. Flauta, saxofón y teclados.
- Lenín Fernández. Batería y percusiones.
- Plubio Aguilar. Bajo, voz en un tema y coros.

2012 a 2019
Se retira Lenín Fernández
- Álvaro Aguilar. Voz principal, guitarra acústica.
- Ranferí Aguilar. Coros, guitarra eléctrica y acústica. Voz en algunos temas.
- Paulo Alvarado. Violonchelo y teclados.
- Óscar Conde. Flauta, saxofón, teclados y guitarra eléctrica.
- Plubio Aguilar. Bajo, voz y coros.
- Vinicio Molina. Batería.

2019 a 2025
Se Retira Paulo Alvarado 
- Álvaro Aguilar. Voz principal, guitarra acústica.
- Ranferí Aguilar. Coros, guitarra eléctrica y acústica. Voz en algunos temas.
- Óscar Conde. Flauta, saxofón, teclados y guitarra eléctrica.
- Plubio Aguilar. Bajo, voz y coros.
- Vinicio Molina. Batería.
- Rosario Vazquez - Violín y teclados

2025
Se Retira Vinicio Molina
- Álvaro Aguilar. Voz principal, guitarra acústica.
- Ranferí Aguilar. Coros, guitarra eléctrica y acústica. Voz en algunos temas.
- Óscar Conde. Flauta, saxofón, teclados y guitarra eléctrica.
- Plubio Aguilar. Bajo, voz y coros.
- Mirza Lam. Batería.
- Rosario Vazquez - Violín y teclados

Timeline

## Discografía

### Álbumes
- Alux Nahual - (1981)
- Conquista - (1982)
- Hermanos de Sentimiento - (1984)
- Centroamérica - (1986)
- Alto al fuego - (1987)
- La Trampa - (1989)
- Americamorfosis - (1993)
- Se cantan retratos - (1997)
- Murciélago Danzante - (2012)
- Sueños de Jade - (2016)
- Once - (2023)

### EP / Recopilaciones
- Con tus manos - Maxi Single (1990)
- Grandes éxitos - (1993)
- Leyenda I - (1991)
- Leyenda II - (1996)
- Antología I - (2002)
- Antología II - (2002)
- Gira 2020 Special Edition - (2020)
- Leyenda III - (2022)
- Alux Nahual 45 años (Vinyl) - (2024)

### Sencillos
- Hombres de maíz, La fábula del grillo y el mar - (1981)
- Mujer, Conquista - (1982)
- Dime que has olvidado - (1984)
- Desde el aire, Lo que siento por ti, Centroamérica - (1986)
- Alto al fuego, Fiesta privada, Libre sentimiento, Toca viejo, El loco, Como un duende - (1987)
- De la noche a la mañana, La trampa - (1989)
- Del suelo se suele aprender, La plegaria del hombre lobo
- Salva, Vuelve, Sola, 500 años, Qué me pasó, El trovador de la noche - (1993)
- Con todas tus fuerzas, Mi pequeña, Kyria se fue - (1996)
- Como un duende -en concierto- (2002)
- Se busca - (2012)
- Murciélago Danzante - (2013)
- Te Abrazaré - (2014)
- Fuera - (2015)
- Mi Primera Luz - (2016)
- Ruge La Montaña - (2017)
- I Speak Spanish - (2018)
- Corazón de Jaguar - (2020)
- Mensaje Hasta el Avión - (2021)

### Álbumes en vivo
- La historia del Duende En concierto - (2002)
- Historias de sus Canciones Vol. 1 - (2021)
- Historias de sus canciones Vol. 2 - (2021)

### DVD
- Alux Nahual Sinfónico - (2011)

### Reediciones
- Alto Al Fuego 30 años (Remasterizado) - (2017)

### Otros
- El espíritu del duende I - (1998) (Tributo/ otras bandas)
- El espíritu del duende II - (1999) (Tributo/ otras bandas)

## Letras
Las letras de las canciones que ha grabado Alux Nahual en diez producciones discográficas poseen temáticas que van desde sentimientos amorosos hasta motivos políticos. Pero cabe destacar que existen temas con inclinación hacia aspectos nacionalistas. Estos son algunos ejemplos:
- Hombres de maíz. Canción dedicada a los pueblos indígenas del altiplano guatemalteco, específicamente Quetzaltenango y Sololá.
- La fábula del grillo y el mar. Primer contacto del vocalista Álvaro Aguilar con el público guatemalteco. De alguna forma manifiesta el interés porque la población conozca las propuestas musicales de los artistas nacionales.
- Libre Sentimiento. Canción que define el amor con un concepto de elección, el individuo es capaz de hacer lo que desee y sabe que ama cuando decide estar al lado de otro ser.
- Aquí está tu tierra. Mensaje del grupo a los migrantes guatemaltecos que han viajado al extranjero para buscar nuevas oportunidades laborales.
- Desde el aire. Tema relacionado con la integración centroamericana, tanto en valores como en aspectos culturales. Expansión del sentimiento patriótico fuera de las fronteras del país.
- Centroamérica. Manifiesto en contra de la invasión extranjera, así como el apoyo a las políticas integracionales de los países del istmo.
- Alto al fuego. La canción invita a la población a que canten en contra de la guerra y piden un cese al fuego en toda la región. Dedicado primordialmente Guatemala, también fue tomado por El Salvador y Costa Rica.
- Toca viejo. Canción dedicada al instrumento nacional: la marimba.
- Como un duende. En este tema se ejemplifica la realidad que viven los niños de la calle.
- Árboles. Canción dedicada a la selva de la Biosfera Maya.
- Niños de maíz. Durante la guerra interna, muchos niños fueron obligados a combatir, para lo cual prácticamente fueron secuestrados de sus casas. Este tema ilustra la realidad.
- Miguel Matabachas. Esta canción es una imagen que tiene el grupo sobre algunos políticos guatemaltecos y latinoamericanos.
- Luna de pana. El tema fue inspirada en el Lago de Atitlán y Panajachel, lugar perfecto para dar rienda suelta al sentimentalismo y el amor.
- En el semáforo de la esquina. Canción inspirada en una niña que se dedicaba a vender flores en una de las avenidas de la Ciudad de Guatemala.
- Tráfico gris. Realidad que viven los automovilistas de la Capital se movilizan en su vehículo propio y frecuentemente encuentran embotellamientos.
- Salva. Dedicada El Salvador al momento de estar saliendo de la guerra interna.
- La canción de Vanushka. Cuenta la historia de Vanushka, una gitana de 17 años quien trabajaba en un circo. Durante una gira a la ciudad de Quezaltenango, se enamoró del hijo del Gobernador, y murió después de que los padres de ambos prohibieran la relación. El muchacho fue enviado a España. La tumba de la gitana ubicada en el Cementerio de Quetzaltenango es motivo de peregrinación.
- Los fusiles no cantan. Esta canción fue escrita 20 años antes de ser grabada, y lo curioso es que sigue vigente. Acababan de matar a un amigo de Paulo, y dijeron que se habían equivocado, esta canción que no es acerca de que se controlen las armas, y que sólo un grupo las use, sino de la abolición de las armas.
- La cuna del río. Habla del sentimiento de ciertas comunidades a donde de repente llega una minera, invade su tierra y ni les pregunta, y si les pregunta no les hace caso.

## Reconocimientos
A lo largo de su vida artística hasta su desintegración oficial en 1999, Alux Nahual conquistó escenarios a nivel nacional e internacional, donde actualmente existe un buen caudal de seguidores que recuerdan sus éxitos y exponen sus comentarios en el foro internacional del grupo. Además, cosecharon una serie de reconocimientos por su proyección artística. Algunos de ellos son:
- Disco de oro por ventas. Disco Alto al fuego, (1987).
- Disco de platino por ventas. Disco Leyenda, (1990).
- Disco de oro por ventas. Disco Americamorfosis, (1993).
- Tributo discográfico de dos CD ofrecido por agrupaciones musicales de Guatemala, El Salvador y Costa Rica.

## Listado de conciertos

### 1979
| Fecha      | País/Depto.          | Lugar                                    | Evento              |
| ---------- | -------------------- | ---------------------------------------- | ------------------- |
| XX/XX/1979 | Guatemala, Guatemala | Escuela Normal de Maestras Para Párvulos |                     |
| 16/07/1979 | Guatemala, Guatemala | Café Teatro                              | Café Concierto I ** |
| 17/07/1979 | Guatemala, Guatemala | Café Teatro                              | Café Concierto I    |
| 23/06/1979 | Guatemala, Guatemala | Café Teatro                              | Café Concierto I    |
| 24/06/1979 | Guatemala, Guatemala | Café Teatro                              | Café Concierto I    |
| 30/06/1979 | Guatemala, Guatemala | Café Teatro                              | Café Concierto I    |
| 01/07/1979 | Guatemala, Guatemala | Café Teatro                              | Café Concierto I    |
| 07/07/1979 | Guatemala, Guatemala | Café Teatro                              | Café Concierto I    |
| 08/07/1979 | Guatemala, Guatemala | Café Teatro                              | Café Concierto I    |

**Primer concierto como ¨Alux Nahual¨

### 1980
| Fecha      | País/Depto.          | Lugar             | Evento                    |
| ---------- | -------------------- | ----------------- | ------------------------- |
| 01/11/1980 | Guatemala, Guatemala | Teatro del I.G.A. | Concierto de Rock Clásico |
| 07/11/1980 | Guatemala, Guatemala | Teatro del I.G.A. | Concierto de Rock         |

### 1981
| Fecha      | País/Depto.               | Lugar                | Evento          |
| ---------- | ------------------------- | -------------------- | --------------- |
| 26/06/1981 | Guatemala, Guatemala      | Teatro Al Aire Libre |                 |
| 27/06/1981 | Guatemala, Guatemala      | Teatro Al Aire Libre |                 |
| xx/07/1981 | Guatemala, Guatemala      | Gimnasio Don Bosco   | Cierre Juventud |
| 11/07/1981 | Guatemala, Guatemala      | Teatro de Cámara     |                 |
| 15/10/1981 | Guatemala, Guatemala      | DejaVu Bar-Club      | Noche de Rock   |
| xx/12/1981 | San Salvador, El Salvador |                      | Teletón         |

### 1982
| Fecha      | País/Depto.               | Lugar                                 | Evento                                    |
| ---------- | ------------------------- | ------------------------------------- | ----------------------------------------- |
| 03/04/1982 | Guatemala, Guatemala      | Teatro Nacional                       | Gran concierto de Rock I                  |
| 11/07/1982 | Guatemala, Guatemala      | Teatro de Cámara                      | Gran concierto de Rock II                 |
| 27/09/1982 | San Salvador, El Salvador | Pabellón #1 de la Feria Internacional | Primer Gran Concierto Con Hierro y Xolotl |
| 26/11/1982 | Guatemala, Guatemala      | Teatro al Aire Libre                  |                                           |
| 27/11/1982 | Guatemala, Guatemala      | Teatro al Aire Libre                  |                                           |

### 1983
| Fecha      | País/Depto.               | Lugar              | Evento                                               |
| ---------- | ------------------------- | ------------------ | ---------------------------------------------------- |
| 03/04/1983 | Guatemala, Guatemala      | Teatro Nacional    |                                                      |
| 05/03/1983 | Quetzaltenango, Guatemala | Teatro Municipal   |                                                      |
| 17/07/1982 | Guatemala, Guatemala      | Hotel Fiesta       | Conferencia de Prensa presentación disco "Conquista" |
| 19/08/1983 | Guatemala, Guatemala      | Teatro Nacional    |                                                      |
| xx/07/1983 | Guatemala, Guatemala      | Gimnasio Don Bosco | Cierre Juventud                                      |
| 20/08/1983 | Guatemala, Guatemala      | Teatro Nacional    |                                                      |
| xx/11/1983 | San Salvador, El Salvador |                    | Teletón                                              |

### 1984
| Fecha      | País/Depto.          | Lugar                     | Evento                                     |
| ---------- | -------------------- | ------------------------- | ------------------------------------------ |
| 28/01/1984 | Peten, Guatemala     | Parque Arqueológico Tikal | Presentación Disco Hermanos de Sentimiento |
| 19/05/1984 | Guatemala, Guatemala | Teatro Nacional           |                                            |
| XX/XX/1984 | Guatemala, Guatemala | Colegio Don Bosco         | Juventud                                   |

### 1985
| Fecha      | País/Depto.              | Lugar                                      | Evento                                     |
| ---------- | ------------------------ | ------------------------------------------ | ------------------------------------------ |
| 06/04/1985 | Panajachel, Solola       | Playa del Hotel Visión Azul (Molino Viejo) | Pana Rock '85                              |
| 30/04/1985 | Guatemala, Guatemala     | Colegio Monte María                        | Jóvenes en Acción para jóvenes necesitados |
| 06/07/1985 | Tegucigalpa, Hoduras     | Estadio de Pelota Lempira Reyna Zepeda     |                                            |
| 07/07/1985 | San Pedro Sula, Honduras |                                            |                                            |

### 1986
| Fecha      | País/Depto.          | Lugar           | Evento      |
| ---------- | -------------------- | --------------- | ----------- |
| XX/12/1986 | Guatemala, Guatemala | Teatro Nacional | Teletón ´86 |

### 1987
| Fecha      | País/Depto.          | Lugar                       | Evento                                                |
| ---------- | -------------------- | --------------------------- | ----------------------------------------------------- |
| 10/04/1987 | San Jose, Costa Rica | Teatro Melico Salzar        | Con Igni Ferroque **                                  |
| 11/04/1987 | San Jose, Costa Rica | Teatro Melico Salzar        | Con Igni Ferroque                                     |
| 12/04/1987 | Heredia, Costa Rica  | Hotel Cariari               | Con Igni Ferroque                                     |
| 18/04/1987 | Panajachel, Solola   | Playa del Hotel Visión Azul | Pana Rock '87                                         |
| 21/11/1987 | Guatemala, Guatemala | Teatro Nacional             | Presentación Alto al Fuego                            |
| 19/12/1987 | San José, Costa Rica | Plaza Central               | Concierto por la paz de Centroamérica, Esquipulas III |

**Primera presentación en Costa Rica

### 1988
| Fecha      | País/Depto.                  | Lugar                     | Evento                 |
| ---------- | ---------------------------- | ------------------------- | ---------------------- |
| 28/02/1988 | Guatemala, Guatemala         | Plaza de Toros            | Concierto de Las Flans |
| 16/04/1988 | Guatemala, Guatemala         | Colego Alemán             | Alux y Arjona          |
| 11/06/1988 | Huehuetenango, Huehuetenango | Gimnasio huehueteco       |                        |
| 03/09/1988 | Antigua Guatemala, Guatemala | Gimnasio Golegio La Salle |                        |
| 22/12/1988 | Guatemala, Guatemala         | Estadio del Ejército      | Concierto de Mecano    |

### 1989
| Fecha      | País/Depto.           | Lugar                | Evento                  |
| ---------- | --------------------- | -------------------- | ----------------------- |
| 22/04/1989 | Guatemala, Guatemala  | plaza de toros       | con Miguel Mateos & zas |
| 05/05/1989 | Guatemala, Guatemala  | Teatro Nacional      | Teletón ´89             |
| 02/09/1989 | Guatemala, Guatemala  | Teatro Nacional      |                         |
| 08/12/1989 | Guatemala, Guatemala  | Estadio del Ejército | Con Hombres G           |
| 09/12/1989 | Tegucigalpa, Honduras |                      | Teletón ´89             |
| xx/xx/1989 | El Salvador           | Estadio Flor Blanca  |                         |

### 1990
| Fecha      | País/Depto.                 | Lugar                          | Evento                                                   |
| ---------- | --------------------------- | ------------------------------ | -------------------------------------------------------- |
| 10/02/1990 | San José, Costa Rica        | Parqueo Equus                  | Primer Festival Centroamericano de Rock                  |
| 15/09/1990 | Los Angeles CA, USA         | Whittier Narrows               | Feria de Independencia                                   |
| 03/11/1990 | Ahuachapán, El Salvador     | Parque La Concordia            | Séptimo Festival Antoniano                               |
| 10/11/1990 | San José, Costa Rica        | Estadio Nacional               | Pro Beneficio del Programa de Resistencias Estudiantiles |
| 10/12/1990 | Francisco Morazan, Honduras | Parque de Pelota Lempira Reina | Concierto de derechos Humanos                            |

### 1991
| Fecha      | País/Depto.                     | Lugar             | Evento                                          |
| ---------- | ------------------------------- | ----------------- | ----------------------------------------------- |
| 04/04/1991 | Los Angeles, California         | La Sports Arena   | Aplauso 98                                      |
| 27/04/1991 | La Sabana, San José, Costa Rica | Gimnasio Nacional |                                                 |
| 11/05/1991 | La Sabana, San José, Costa Rica | Gimnasio Nacional |                                                 |
| 05/10/1991 | Los Angeles, California         | LA Sports Arena   |                                                 |
| 11/10/1991 | Guatemala, Guatemala            | Las Charcas       | Disco Concierto Colegio Jose Celcilio del Valle |

### 1992
| Fecha      | País/Depto.          | Lugar                 | Evento                   |
| ---------- | -------------------- | --------------------- | ------------------------ |
| 14/03/1992 | Guatemala, Guatemala | Teatro al Aire Libre  | Gran Concierto de Verano |
| 19/12/1992 | Guatemala, Guatemala | Plaza del Camino Real | Lo Mejor de lo Nuestro   |

### 1993
| Fecha      | País/Depto.                       | Lugar                                | Evento                             |
| ---------- | --------------------------------- | ------------------------------------ | ---------------------------------- |
| 17/02/1993 | Sacatepequez, Antigua Guatemala   | Ermita de la Santa Cruz              | II Festival Inter. de Cultura Paiz |
| 02/04/1993 | San Salvador, El Salvador         | Teatro al Aire Libre                 | Feria internacional                |
| 15/05/1993 | Guatemala, Guatemala              | Teatro Nacional                      | Teletón '93                        |
| 22/08/1993 | San José, Costa Rica              | Gimnasio Nacional                    | Festival Cultural Universitario    |
| 12/11/1993 | Tegucigalpa, Honduras             | Campo de Pelota Lempira Reina Zepeda | En beneficio de la Cruz Roja       |
| 14/11/1993 | San Pedro Sula, Honduras          | Estadio Francisco Morazán            |                                    |
| 10/12/1993 | Guatemala, Guatemala              | Plaza de Toros                       | Con Stress y Annaby                |
| 18/12/1993 | Solola, Solola                    | Gimnasio CDAG                        |                                    |
| xx/xx/1993 | Lake Buena Vista, Florida, U.S.A. | Pleasure Island                      |                                    |

### 1994
| Fecha      | País/Depto.                     | Lugar                        | Evento                    |
| ---------- | ------------------------------- | ---------------------------- | ------------------------- |
| 26/03/1994 | Zapote, Costa Rica              | Redondel de Toros de Zapote  | Con Café Con Leche        |
| 09/04/1994 | Zapote, Costa Rica              | Redondel de Toros de Zapote  | Un Concierto Para Todos   |
| 15/04/1994 | Chimaltenango, Chimaltenango    | Gimnasio Municipal           | Gran concierto Verano ´94 |
| 08/05/1994 | Sacatepequez, Antigua Guatemala | Ermita de la Santa Cruz      |                           |
| 20/05/1994 | Guatemala, Guatemala            | Bodeguita del Centro         | Recitales Acústicos       |
| 21/05/1994 | Guatemala, Guatemala            | Bodeguita del Centro         | Recitales Acústicos       |
| 27/05/1994 | Guatemala, Guatemala            | Bodeguita del Centro         | Recitales Acústicos       |
| 29/06/1994 | San Jose, Costa Rica            | Cuartel de la Boca del Monte | Recitales Acústicos       |
| 30/06/1994 | San Jose, Costa Rica            | Cuartel de la Boca del Monte | Recitales Acústicos       |
| 03/09/1994 | Quetzaltenango, Quetzaltenango  | Gimnasio Complejo Deportivo  |                           |
| 08/09/1994 | Guatemala, Guatemala            | Teatro al Aire Libre         | Festival Al Aire Libre    |
| 23/09/1994 | Guatemala, Guatemala            | Bodeguita del Centro         | Recitales Acústicos       |
| 24/09/1994 | Guatemala, Guatemala            | Bodeguita del Centro         | Recitales Acústicos       |
| 30/09/1994 | Guatemala, Guatemala            | Bodeguita del Centro         | Recitales Acústicos       |
| 30/10/1994 | Guatemala, Guatemala            | Bodeguita del Centro         | Recitales Acústicos       |
| 02/12/1994 | Guatemala, Guatemala            | Teatro al Aire Libre         | 15 Años Alux              |
| 03/12/1994 | Guatemala, Guatemala            | Teatro al Aire Libre         | 15 Años Alux              |
| xx/xx/1994 | México                          | Estudios Televisa            | Siempre en Domingo        |

### 1995
| Fecha      | País/Depto.                  | Lugar                               | Evento                                                                                                   |
| ---------- | ---------------------------- | ----------------------------------- | --- |
| 25/02/1995 | Guatemala, Guatemala         | Hotel El Dorado                     | Concierto Close-Up Con Stress e Yttrium                                                                  |
| 17/03/1995 | Guatemala, Guatemala         | plaza de los Mártires USAC          | Concierto declaratoria Huelga de dolores facultad de Ingeniería: Alux Nahual, Bohemia Suburbana Y STRESS |
| 24/03/1995 | Guatemala, Guatemala         | Estadio Mateo Flores                | Concierto de Garibaldi & Inner Circle                                                                    |
| 08/04/1995 | Chimaltenango, Chimaltenango | Gimnasio Municipal de               | Segundo Festival de Rock Verano ´95 Con Piedras Negras                                                   |
| 23/04/1995 | Los Ángeles, CA, USA         | Mayan Theater                       | Teletón Satélite '95                                                                                     |
| 29/04/1995 | Costa Rica                   | Colegio Seminario, San José         | |
| 30/04/1995 | Costa Rica                   | Hotel El Sitio, Liberia, Guanacaste | |
| 01/05/1995 | Costa Rica                   | Balneario de San Carlos             | |
| 04/05/1995 | Costa Rica                   | Casa Matute Gómez, San José         | |
| 05/05/1995 | Costa Rica                   | Cartago                             | |
| 06/05/1995 | Costa Rica                   | Tecnológico de Cartago              | |
| 07/05/1995 | Costa Rica                   | Hotel El Prado, Pérez Zeledon       | |
| 29/05/1995 | Costa Rica                   | Colegio Seminario, San José         | III Festival Internacional Colegio Seminario                                                             |
| 29/06/1995 | Guatemala, Guatemala         | Teodoro Palacios Flores             | Concierto de Calo y Café Tacuba                                                                          |
| 04/08/1995 | Guatemala, Guatemala         | Terraza C.C. Los Próceres           | Recitales Acústicos                                                                                      |
| 05/08/1995 | Guatemala, Guatemala         | Terraza C.C. Los Próceres           | Recitales Acústicos                                                                                      |
| 14/09/1995 | Guatemala, Guatemala         | Estadio La Pedrera                  | Concierto con Bohemia Suburbana                                                                          |
| 07/10/1995 | Los Angeles, CA, USA         | The Palace (Hollywood & Vine)       | Con Ley de Hielo                                                                                         |
| 08/12/1995 | Huehuetenango, Huehuetenango | Gimnasio de la Villa Deportiva      | |
| 09/12/1995 | Guatemala, Guatemala         | Estadio la Pedrera                  | Concierto de Café Tacuba, Calo, Patty Materola                                                           |
| 15/12/1995 | Guatemala, Guatemala         | Restaurante La Terraza              | |
| 16/12/1995 | Guatemala, Guatemala         | Restaurante La Terraza              | |

### 1996
| Fecha      | País/Depto.                     | Lugar                              | Evento |
| ---------- | ------------------------------- | ---------------------------------- | --- |
| 30/03/1996 | Guatemala, Guatemala            | Teatro al Aire Libre               | concierto de verano, Alux Nahual y Bohemia Suburbana                                                                             |
| 05/04/1996 | Santa Catarina Pinula           | Campo de Astas de San Jorge Muxbal | Jamboree Panamericano 1996 |
| 06/07/1996 | Guatemala, Guatemala            | Teatro al Aire Libre               | IV Concierto Ecológico, Con Viernes Verde                                                                                        |
| 27/07/1996 | Guatemala, Guatemala            | Gimnasio Colegio Don Bosco         | Concierto de clausura juventud 96 y I aniversario de la Radio Fm Fénix con Alux Nahual, Bohemia Suburbana, Estrés y golpes bajos |
| 11/10/1996 | Guatemala, Guatemala            | Las Charcas                        | Evento de Promoción 91 el colegio Jose Cecilio del Valle                                                                         |
| 26/10/1996 | Guatemala, Guatemala            | Teatro al Aire Libre               | |
| 03/11/1996 | México                          | Teatro Metropolitan                | Festival Internacional El Mazo                                                                                                   |
| 20/12/1996 | San Marcos, San Marcos          | Salón de Municipal                 | Celebración por la Paz, Con Stress                                                                                               |
| 21/12/1996 | Quetzaltenango, Quetaltenango   | Teatro Municipal                   | Celebración por la Paz, Con Stress                                                                                               |
| 22/12/1996 | Sacatepequez, Antigua Guatemala | Ermita de la Santa Cruz            | Celebración por la Paz, Con Stress                                                                                               |
| 29/12/1996 | Guatemala, Guatemala            | Parque Central                     | Firma de la Paz |
| xx/xx/1996 | Guatemala, Guatemala            | Teatro de Cámara                   | Presentación se Cantan Retratos                                                                                                  |

### 1997
| Fecha      | País/Depto.                     | Lugar                                   | Evento                                                  |
| ---------- | ------------------------------- | --------------------------------------- | ------------------------------------------------------- |
| 22/02/1997 | Suchitepequez, Mazatenango      | Estadio Municipal                       | Con Calo y Kairo                                        |
| 08/03/1997 | Guatemala, Guatemala            | Teatro al Aire Libre                    | Con Extinción                                           |
| 18/03/1997 | México                          | Rockotitlan                             | Acústico                                                |
| 18/03/1997 | México                          | Programa de T.V. "Al Ritmo de la Noche" |                                                         |
| 20/03/1997 | México                          | Programa de T.V. "Un Nuevo Día"         | Promo "Se Canta Restratos"                              |
| 20/03/1997 | México                          | Programa de T.V. "Hoy Mismo"            | Promo "Se Canta Restratos"                              |
| 20/03/1997 | México                          | Bulldog                                 | Promo "Se Canta Restratos"                              |
| 21/03/1997 | México                          | Museo Universitario del Chopo           | Promo "Se Canta Restratos"                              |
| 21/03/1997 | México                          | Tequila Boom                            | Promo "Se Canta Restratos"                              |
| 22/03/1997 | México                          | Tianguis del Chopo                      | Promo "Se Canta Restratos"                              |
| 22/03/1997 | México                          | Rock Stock                              | Promo "Se Canta Restratos"                              |
| 30/04/1997 | Guatemala, Guatemala            | Kahlúa                                  | Alux Nahual Unplugged                                   |
| 02/05/1997 | Guatemala, Guatemala            | Colegio C.S.S.                          | Coronación Reina del Colegio                            |
| 04/07/1997 | Sacatepequez, Antigua Guatemala | Convento de Capuchinas                  | Concierto Acústico                                      |
| 06/07/1997 | Acajutla, El Salvador           |                                         |                                                         |
| 10/09/1997 | Guatemala, Guatemala            | Teatro al Aire Libre                    | Concierto fundación Mirna Mack                          |
| 15/09/1997 | Guatemala, Guatemala            | Teatro al Aire Libre                    | Con Radio Viejo, Piedras Negras, Viernes Verde, Dharana |
| 18/12/1997 | Guatemala, Guatemala            | Teatro Nacional Miguel Ángel Asturias   | Concierto 18 años                                       |
| 30/10/1997 | Guatemala, Guatemala            | Sr Tortuga                              | Con Enanitos Verdes                                     |

### 1998
| Fecha      | País/Depto.                     | Lugar                           | Evento                                                                  |
| ---------- | ------------------------------- | ------------------------------- | ----------------------------------------------------------------------- |
| 28/02/1998 | Sacatepequez, Antigua Guatemala | Ermita de la Santa Cruz         | Concierto 18 años                                                       |
| 20/03/1998 | Guatemala, Guatemala            | Plaza de los Mártires USAC      | Concierto declaratoria de huelga Facultad de Ingeniería con Radio Viejo |
| 26/03/1998 | Guatemala, Guatemala            | Plaza de los Mártires USAC      | Concierto declaratoria de huelga 100 años                               |
| 11/04/1998 | Panajachel, Solola              | Estadio Municipal de Panajachel |                                                                         |
| 23/05/1993 | Guatemala, Guatemala            | Gaudemus.                       |                                                                         |
| 26/06/1998 | San José, Costa Rica            | Teatro Melico Salazar           |                                                                         |
| 27/06/1998 | San José, Costa Rica            | Teatro Melico Salazar           |                                                                         |
| 03/09/1998 | Sacatepequez, Antigua Guatemala | Casa Santo Domingo              | Artesanía Acústica con EDITUS                                           |
| 04/09/1998 | Sacatepequez, Antigua Guatemala | Casa Santo Domingo              | Artesanía Acústica con EDITUS                                           |
| 21/11/1998 | Guatemala, Guatemala            | Plaza de Toros                  | Lo nuestro por los nuestrso                                             |

### 1999
| Fecha      | País/Depto.                     | Lugar                   | Evento                  |
| ---------- | ------------------------------- | ----------------------- | ----------------------- |
| 26/02/1999 | Guatemala, Guatemala            | Teatro Nacional         | Conciertos de Despedida |
| 13/03/1999 | Sacatepequez, Antigua Guatemala | Ermita de la Santa Cruz | Conciertos de Despedida |
| 18/03/1999 | San Pedro, Costa Rica           | Planet Mall             | Conciertos de Despedida |
| 20/03/1999 | San José, Costa Rica            | Planet Mall             | Conciertos de Despedida |
| 26/03/1999 | Huehuetenango, Huehuetenango    |                         | Conciertos de Despedida |

### 2002
| Fecha      | País/Depto.          | Lugar                   | Evento                              |
| ---------- | -------------------- | ----------------------- | ----------------------------------- |
| 28/11/2002 | Guatemala, Guatemala | Expocenter Tikal Futura | La Historia del Duende en Concierto |
| 29/11/2002 | Guatemala, Guatemala | Expocenter Tikal Futura | La Historia del Duende en Concierto |

### 2005
| Fecha      | País.Depto.                     | Lugar                   | Evento                 |
| ---------- | ------------------------------- | ----------------------- | ---------------------- |
| 17/12/2005 | Sacatepequez, Antigua Guatemala | Ermita de la Santa Cruz | Reunidos por Guatemala |

### 2006
| Fecha      | País/Depto.                     | Lugar                            | Evento                 |
| ---------- | ------------------------------- | -------------------------------- | ---------------------- |
| 11/03/2006 | Chiquimula, Chiquimula          | Campo de Futico                  | Reunidos por Guatemala |
| 25/03/2006 | San Marcos, San Marcos          |                                  | Reunidos por Guatemala |
| 01/04/2006 | Quetzaltenango, Quetzaltenango  |                                  | Reunidos por Guatemala |
| 08/04/2006 | Peten, Flores                   | Salón Municipal Sac-Nicté        | Reunidos por Guatemala |
| 22/04/2006 | Huehuetenango, Huehuetenango    |                                  | Reunidos por Guatemala |
| 27/04/2006 | Sacatepequez, Antigua Guatemala |                                  | Reunidos por Guatemala |
| 26/05/2006 | Guatemala, Guatemala            | Teatro Nacional                  | Reunidos por Guatemala |
| 01/06/2006 | San José, Costa Rica            | Costa Rica Country Club          | Reunidos por Guatemala |
| 02/06/2006 | Heredia, Costa Rica             | Complejo Villa Barva             | Reunidos por Guatemala |
| 03/06/2006 | Alajuela, Costa Rica            | Centro Turístico El Lago, Grecia | Reunidos por Guatemala |
| 09/06/2006 | Guatemala, Guatemala            | Expocenter Tikal Futura          | Reunidos por Guatemala |
| 30/06/2006 | Retalhuleu, Retalhuleu          | Xetulul                          | Reunidos por Guatemala |
| 07/07/2006 | San Salvador, El Salvador       | Anfitietro de la Feria           | Reunidos por Guatemala |
| 14/10/2006 | San Salvador, El Salvador       | Feria internacional              | Pilsener Beerday Party |

### 2007
| Fecha      | País/Depto.          | Lugar          | Evento |
| ---------- | -------------------- | -------------- | ------ |
| 30/08/2007 | Guatemala, Guatemala | Rockol Vuh, Z4 |        |
| 18/10/2007 | Guatemala, Guatemala | Trovajazz      |        |
| 19/10/2007 | Guatemala, Guatemala | Trovajazz      |        |
| 20/10/2007 | Guatemala, Guatemala | Trovajazz      |        |
| 26/10/2007 | Guatemala, Guatemala | Trovajazz      |        |
| 15/12/2007 | Guatemala, Guatemala | Trovajazz      |        |

### 2008
| Fecha      | País/Depto.          | Lugar                                                            | Evento         |
| ---------- | -------------------- | ---------------------------------------------------------------- | -------------- |
| 30/08/2008 | San José, Costa Rica | Centro de Convenciones Torre Geko, Centro comercial Real Cariari |                |
| 08/12/2008 | Guatemala, Guatemala | Casa del Águila                                                  | 29 Aniversario |

### 2009
| Fecha      | País/Depto.                     | Lugar                                 | Evento         |
| ---------- | ------------------------------- | ------------------------------------- | -------------- |
| 25/07/2009 | Trenton, Nueva Jersey, USA      | Patriot's Theater at the War Memorial |                |
| 01/08/2009 | Inglewood, California, USA      | Hollywood Park Casino                 |                |
| 15/08/2009 | Guatemala, Guatemala            | Centro Comercial Eskala               |                |
| 14/11/2009 | Huehuetenango, Huehuetenango    | Gimnasio Huehueteco                   | 30 Aniversario |
| 21/11/2009 | Quetzaltenango, Quetzaltenango  | Centro Intercultural                  | 30 Aniversario |
| 28/11/2009 | Sacatepequez, Antigua Guatemala | Ermita de la Santa Cruz               | 30 Aniversario |
| 11/12/2009 | Guatemala, Guatemala            | Teatro al Aire Libre                  | 30 Aniversario |

### 2010
| Fecha      | País/Depto.            | Lugar                   | Evento                             |
| ---------- | ---------------------- | ----------------------- | ---------------------------------- |
| 13/02/2010 | Guatemala, Guatemala   | Mundo E                 |                                    |
| 17/04/2010 | Guatemala Guatemala    | Expocenter Tikal Futura | Beneficio a Haití por el terremoto |
| 30/04/2010 | Retalhuleu, Retalhuleu | Xetulul                 | Aniversario Xetulul                |
| 17/06/2010 | Guatemala, Guatemala   | Teatro Nacional         | Sinfónico 1                        |
| 13/08/2010 | Solola, Panajachel     |                         |                                    |
| 19/12/2010 | Guatemala, Guatemala   | Teatro Nacional         | Sinfónico 2                        |

### 2011
| Fecha      | País/Depto.                     | Lugar                                                                 | Evento                                      |
| ---------- | ------------------------------- | --------------------------------------------------------------------- | ------------------------------------------- |
| 11/02/2011 | Sacatepequez, Antigua Guatemala | Ermita de la Santa Cruz                                               | Con Editus                                  |
| 07/04/2011 | Guatemala, Guatemala            | Mundo E                                                               | Concierto de Journey                        |
| 08/04/2011 | Guatemala, Guatemala            | Plaza de los Mártires, USAC                                           | Declaratoria de Huelga Ingeniería           |
| 25/06/2011 | Retalhuleu, Retalhuleu          | Xetulul                                                               | Aniversario Xetulul                         |
| 10/07/2011 | Guatemala, Guatemala            | Parque Central                                                        | Tributo a Facundo Cabral                    |
| 18/08/2011 | Guatemala, Guatemala            | Teatro Nacional                                                       | Lanzamiento DVD sinfónico                   |
| 27/08/2011 | Heredia, Costa Rica             | Club 212                                                              | Porque hablamos el mismo Idioma con Malpais |
| 07/12/2011 | San Salvador, El Salvador       | Holiday Inn                                                           | Conferencia de Prensa                       |
| 16/12/2011 | Guatemala, Guatemala            | Programa de T.V. "Que Chilero"                                        |                                             |
| 17/12/2011 | San Salvador, El Salvador       | Anfiteatro del Centro Internacional de Ferias y Convenciones (CIFCO). |                                             |

### 2012
| Fecha      | País/Depto.                     | Lugar                          | Evento                                        |
| ---------- | ------------------------------- | ------------------------------ | --------------------------------------------- |
| 16/05/2012 | Guatemala, Guatemala            | Casa Instrumental              | Presentación Nuevas Canciones                 |
| 19/05/2012 | Huehuetenango, Huehuetenango    | Campo de la Feria              | Gira Nuevas Canciones                         |
| 26/05/2012 | Quetzaltenango, Quetzaltenango  | Centro Intercultural           | Gira Nuevas Canciones                         |
| 07/06/2012 | Guatemala, Guatemala            | Teatro Nacional                | Gira Nuevas Canciones                         |
| 16/06/2012 | Huehuetenango, Huehuetenango    | Gimnasio Departamental         |                                               |
| 23/06/2012 | Retalhuleu, Retalhuleu          | Xetulul                        | 10.º Aniversario Xetulul                      |
| XX/XX/2012 | Guatemala                       | Museo Nacional de Arte Moderno | Conferencia de Prensa "Gira Nuevas Canciones" |
| 27/08/2012 | San José, Costa Rica            | Club 212, Heredia              | Junto al grupo Malpaís                        |
| 14/09/2012 | Quetzaltenango, Quetzaltenango  |                                |                                               |
| 08/12/2012 | Sacatepequez, Antigua Guatemala | Ermita de la Santa Cruz        | Presentación Murciélago Danzante              |
| 21/12/2012 | Peten, Guatemala                | Salón Del Lago Eventos         |                                               |

### 2013
| Fecha      | País/Depto.                    | Lugar                                | Evento                                 |
| ---------- | ------------------------------ | ------------------------------------ | -------------------------------------- |
| 06/02/2013 | Guatemala, Guatemala           | Hard Rock Cafe                       |                                        |
| 15/02/2013 | Suchitepeques, Guatemala       |                                      |                                        |
| 14/03/2013 | Guatemala, Guatemala           | Plaza de los Mártires, USAC          | Declaratoria de Huelga General         |
| 26/04/2013 | Alta Verapaz, Coban            | Antigua Calle Cacique                | Apertura de "Do Mi Sol "               |
| 03/05/2013 | Guatemala, Guatemala           | Programa de T.V. Un Show Con Tuti"   |                                        |
| 22/06/2013 | Guatemala, Guatemala           | Expocenter Tikal Futura              |                                        |
| 08/07/2013 | Guatemala, Guatemala           | Estudios TV Azteca                   | Concierto La Academia                  |
| 18/07/2013 | Guatemala, Guatemala           | Expocenter Tikal Futura              | 34 Aniversario                         |
| 13/09/2013 | Quetzaltenango, Quetzaltenango |                                      | Festival de Independencia              |
| 21/09/2013 | Chuquimula, Chiquimula         | Coliseo Carlos Edmundo Pinto         | Festival de Independencia              |
| 28/09/2013 | Guatemala, Guatemala           | Expocenter Tikal Futura              | Festival de Independencia              |
| 03/10/2013 | San Salvador, El Salvador      | Paseo el Carmen, Santa Tecla         | Conferencia de Prensa Alux El Salvador |
| 10/10/2013 | Honduras, Tegucigalpa          | Centro de Convenciones Honduras Maya |                                        |
| 19/10/2013 | Guatemala, Guatemala           | Rockol Vuh                           |                                        |
| 23/11/2013 | Chiquimula, Chiquimula         | Pradera Chiquimula                   | Luces Campero                          |
| 08/12/2013 | Guatemala, Guatemala           | Campo Marte                          | Luces Campero                          |

### 2014
| Fecha      | País/Depto.                     | Lugar                                           | Evento                                                         |
| ---------- | ------------------------------- | ----------------------------------------------- | -------------------------------------------------------------- |
| 10/02/2014 | Guatemala, Guatemala            | Radio 502                                       | Presentación single te Abrazare                                |
| 14/02/2014 | Guatemala, Guatemala            | Tre Fratelli Cayala                             | presentación sorpresa de "Te Abrazaré" a ganadores de concurso |
| 01/03/2014 | Solola, Panajachel              | Hotel Visión Azul                               | Live Session 1                                                 |
| 02/03/2014 | Quetzaltenango, Quetzaltenango  |                                                 | Live Session 2                                                 |
| 29/03/2014 | San Salvador, El Salvador       | Radio 102 Nueve                                 |                                                                |
| 05/04/2014 | Puerto La Libertad, El Salvador | Anfiteatro Puerto la Libertad                   | El concierto del Mar                                           |
| 06/04/2014 | Santa Rosa, Barberena           |                                                 |                                                                |
| 12/04/2014 | Huehuetenango, Huehuetenango    |                                                 |                                                                |
| 04/05/2014 | Guatemala, Guatemala            | Estudios Canal 3                                |                                                                |
| 24/06/2014 | Guatemala, Guatemala            | Emisoras Unidas                                 | Entrevista, Radio Acustic Session                              |
| 27/06/2014 | Guatemala, Guatemala            | Teatro Nacional                                 | Sinfónico 3                                                    |
| 29/06/2014 | Retalhuleu, Retalhuleu          | Xetulul                                         | Aniversario Xetulul                                            |
| 07/08/2014 | Los Ángeles, California, USA    | Exposition Park Contiguo a los Angeles Coliseum | Feria Chapina 2014                                             |
| 13/09/2014 | Quetzaltenango, Quetzaltenango  |                                                 | Feria de Xela                                                  |
| 14/10/2014 | Guatemala, Guatemala            | Teatro Nacional                                 | Aniversario Emisoras Unidas                                    |
| 08/11/2014 | Guatemala, Guatemala            | Iglesia Catedral                                | Festival Centro Histórico                                      |
| 16/11/2014 | Querétaro, México               |                                                 | Trovafest                                                      |

### 2015
| Fecha      | País/Depto.                      | Lugar                                 | Evento |
| ---------- | -------------------------------- | ------------------------------------- | --- |
| 05/03/2015 | Guatemala, Guatemala             | Club Alemán                           | Concierto privado para Aleks Syntek y AEI                                                                                     |
| 13/03/2015 | Guatemala, Guatemala             | Plaza de los Mártires, USAC           | Declaratoria de Huelga |
| 01/04/2015 | Izabal, Puerto de San José       | Juan Gaviota, Marina del Sur          | |
| 04/04/2015 | Retalhuleu, Retalhuleu           | Playa Pública de Champerco            | |
| 25/04/2015 | San Marcos, San Marcos           | Complejo Social                       | |
| 30/04/2015 | San Salvador, El Salvador        | Paseo el Carmen                       | |
| 29/05/2015 | Santa Cruz, Quiche               | Salón La Cueva del Club de Leones     | |
| 27/06/2015 | Guatemala, Guatemala             | Los Antojitos Z. 9                    | Guate Esta Sonando |
| 16/07/2015 | Guatemala/ México                | Desde El Aire                         | El concierto realizado durante el vuelo 5303 de la aerolínea Volaris, entre la ciudad de Guadalajara y la ciudad de Guatemala |
| 18/07/2015 | Guatemala, Guatemala             | Parque Central                        | Protest Arte |
| 01/08/2015 | Huehuetenango, Huehuetenango     | Colegio Mixto Americano               | |
| 12/09/2015 | Guatemala, Guatemala             | Expocenter Tikal Futura               | Festival de Independencia |
| 14/10/2015 | Guatemala, Guatemala             | Teatro Lux                            | Alux & Jazz |
| 05/11/2015 | Guatemala, Guatemala             | Museo Ixchel, UFM                     | Concierto Acústico |
| 21/11/2015 | Santa Catarina Pinula, Guatemala | Discoteca KEgs                        | |
| 05/12/2015 | Solola, Panajachel               | Parqueo Santander                     | 30 Anos Panarock |
| 11/12/2015 | Sacatepequez, Antigua Guatemala  | Ermita de la Santa Cruz               | Voz Guate |
| 12/12/2015 | San Salvador, El Salvador        | Anfiteatro Malecón Puerto la Libertad | |

### 2016
| Fecha      | País/Depto.                          | Lugar                             | Evento                                       |
| ---------- | ------------------------------------ | --------------------------------- | -------------------------------------------- |
| 30/01/2016 | Suchitepequez, Mazatenango           | Salón Jardín Mazatenango          |                                              |
| 06/02/2016 | Aguachapan, El Salvador              | Principales calles de Ahuachapán  | Feria de Ahuachapán                          |
| 11/03/2016 | Guatemala, Guatemala                 | Majadas                           | Aniversario "Un Show Con Tuti"               |
| 16/03/2016 | Guatemala, Guatemala                 | Emisoras Unidas                   | Radio Acoustic Session                       |
| 19/03/2016 | Guatemala, Guatemala                 | Teatro Nacional                   | Presentación Suenos de Jade                  |
| 26/03/2016 | Chiantla, Huehuetenang               | Estadio Municipal de Chiantla     |                                              |
| 23/04/2016 | Guatemala, Guatemala                 | Teatro de Cámara                  | 4K LG                                        |
| 24/04/2016 | San Marcos, San Marcos               | Parque Central                    | Feria de Primavera                           |
| 09/07/2016 | Lempira, Honduras                    | Fuerte San Cristóbal              | IV Festival Internacional de Arte & Cultura  |
| 15/07/2016 | Guatemala, Guatemala                 | Parque de la Industria            | Teletón 2016                                 |
| 22/07/2016 | Guatemala, Guatemala                 | Teatro Abril                      | Alux de Cerca en 4K                          |
| 28/07/2016 | Guatemala, Guatemala                 | Rock ' ol Vuh                     | Alux Nahual Inmortaliza sus Huellas          |
| 29/07/2016 | Antigua Guatemala, Sacatepequez      | Estadio Pensativo                 | Fiestas Patronales de Antigua Guatemala      |
| 30/07/2016 | Guatemala, Guatemala                 | Parque de la Industria            | Festival Música Por el San Juan de Dios      |
| 05/08/2016 | San Salvador, El Salvador            | Parque de Pelota Saturnino Bengoa | Festival Internacional Agostino de FEDECACES |
| 27/08/2016 | San Salvador, El Salvador            | Playa La Libertad                 | Rock Fest 2016                               |
| 31/08/2016 | Guatemala, Guatemala                 | Hotel Vista Real Salón Cristal    | Concierto de Gala Alux & Editus              |
| 14/09/2016 | Quetzaltenango, Quetzaltenango       |                                   | Festival de Independencia                    |
| 17/09/2016 | Guatemala, Guatemala                 | Expocenter Tikal Futura           | Festival de Independencia                    |
| 24/09/2016 | Coban, Altaverapaz                   |                                   | Festival de Independencia                    |
| 30/09/2016 | Guatemala, Guatemala                 | Programa "Tele Diario" Canal 3    |                                              |
| 22/10/2016 | Tegucigalpa, Hoduras                 | Boulevard Juan Pablo II           | Concierto Solidario                          |
| 19/11/2016 | Retalhuleu, Retalhuleu               | Xetulul                           | Alux Electroacústico                         |
| 26/11/2016 | Quetzaltenango, Quetzaltenango       | Boulevard de Las Américas         | Luces Campero Xela                           |
| 02/12/2016 | Panajachel, Solola                   | Parqueo Santander                 | Panarock                                     |
| 08/12/2016 | Guatemala, Guatemala                 | Hard Rock Cafe                    |                                              |
| 09/12/2016 | Retalhuleu, Retalhuleu               | Feria Gallo Reu                   | Feria Gallo Reu                              |
| 11/12/2016 | Guatemala, Guatemala                 | Campo Marte                       | Luces Campero                                |
| 16/12/2016 | Santa Cruz, Quiche                   | Deja Vu                           |                                              |
| 18/12/2016 | Santa Lucía Cotzumalguapa, Escuintla |                                   | Feria Santa Lucía                            |

### 2017
| Fecha       | País/Depto                      | Lugar                                   | Evento                                          |
| ----------- | ------------------------------- | --------------------------------------- | ----------------------------------------------- |
| 18/02/2017  | San José, Costa Rica            | Teatro Melico Salazar                   |                                                 |
| 19/02/2017  | San José, Costa Rica            | Teatro Melico Salazar                   |                                                 |
| 18/03/2017  | Coatepeque, Quetzaltenango      | Campo de La Feria                       | Feria de Coatepeque                             |
| 24/03/2017  | Guatemala, Guatemala            | Plaza de los Mártires, USAC             | Declaratoria de Huelga Ingeniería               |
| 31/03/2017  | Quetzaltenango, Quetzaltenango  | Parqueo USAC CUNOC                      | Declaratoria de Huelga USAC XELA                |
| 28/04/2017  | Guatemala, Guatemala            | Asociación de Cronistas Deportivos      | Ceremonia de Gala Día Mundial de la Voz         |
| 29/04/2017  | Guatemala, Guatemala            | Parque de La Industria                  | Concierto Bantrab                               |
| 21/05/2017  | Guatemala, Guatemala            | C.C. Periroosevelt                      | Aniversario CEMACO                              |
| 03/06/2017  | Quetzaltenango, Quetzaltenango  | El Cuartito                             |                                                 |
| 10/06/2017  | Guatemala, Guatemala            | Trovajazz                               | Aniversario Trovajazz                           |
| 15/06/2017  | Guatemala, Guatemala            | Casa de Té, La Aurora                   | Evento Volaris                                  |
| 16/06/2017  | San Salvador, El Salvador       | Teatro Presidente                       | Sinfónico 4                                     |
| 22/06/2017  | Huehuetenango, Huehuetenango    | Salón de Exposiciones Campo de la Feria | Elección Srita. Da Vinci                        |
| 24/06/2017  | Totonicapan, Totonicapan        | Salón de Usos Múltiples                 |                                                 |
| 01/07/2017  | Mazatenango, Suchitepequez      | Rumba                                   |                                                 |
| 08/07/2017  | Retalhuleu, Retalhuleu          | Xetulul                                 |                                                 |
| 15/07/2017  | Chiquimula, Chiquimula          | Hábitat Café                            |                                                 |
| 29/07/2017  | Jutiapa, Jutiapa                | BarRiles                                |                                                 |
| 19/08/2017  | Guatemala, Guatemala            | Colegio Alemán                          | Alux Regresa al Colegio                         |
| 31/08/2017  | Chiquimula Chiquimula           | CUNORI-USAC                             |                                                 |
| 01/09/2017  | San Pedro Sula, Honduras        | Plaza 105                               |                                                 |
| 08/09/2017  | Guatemala, Guatemala            | Programa de T.V. ¨Un Show Con Tuti¨     | Último Programa Musical ¨Un Show Con Tuti¨      |
| 09/09/2017  | Quetzaltenango, Quetaltenango   | Wise Monkeys                            | Alux Nahual Acústico                            |
| 14/09/2017  | Quetzaltenango, Quetaltenango   | Centro Comercial Pradera Xela           | Presentación Alto Al Fuego 30 Años              |
| 14/09/2017  | Quetzaltenango, Quetaltenango   | Paseo Plaza Las Américas                | Festival de Independencia                       |
| 16/09/2017  | Esquipulas, Chiquimula          | Gimnasio municipal                      | Festival de Independencia                       |
| 23/09/2017  | Salamá, Baja Verapaz            | Parque Central de Salamá                | Feria de Salamá                                 |
| 30/09/2017  | Guatemala, Guatemala            | Parque de la Industria                  | Festival de Independencia                       |
| 24/10/2017  | Guatemala, Guatemala            | AEI Guatemala                           | Concurso Guitarra Autografiada de AEI Guatemala |
| 28/10/2017  | Antigua Guatemala, Sacatepequez | Estadio Pensativo                       | Con Tetrix                                      |
| 11/11/2017  | Tecpan, Chimaltenango           | Plaza Tecpan                            |                                                 |
| 17/11/2017  | Sensuntepeque, El Salvador      | Campo de La Feria                       |                                                 |
| 18/11/2017  | Guatemala, Guatemala            | Centro Comercial AVIA                   | Alux Entre Cuerdas                              |
| 01/12//2017 | Santa Cruz, Quiche              |                                         |                                                 |
| 02/12/2017  | Guatemala, Guatemala            | Parque de la Industria                  | Interfer                                        |
| 08/12/2017  | Escuintla, Escuintla            | Campo de La Feria                       | Feria de Escuintla                              |
| 14/12/2017  | Guatemala, Guatemala            | El Abejorro                             |                                                 |
| 15/12/2017  | Guastatoya, El Progreso         | Salón Social                            |                                                 |
| 16/12/2017  | San Pedro La Laguna, Solola     |                                         | Concierto por el Medio Ambiente                 |
| 22/12/2017  | San Marcos, San Marcos          | Attica                                  |                                                 |

### 2018
| Fecha      | País/Depto                           | Lugar                                | Evento                                     |
| ---------- | ------------------------------------ | ------------------------------------ | ------------------------------------------ |
| 18/01/2018 | San Salvador, El Salvador            | Museo de Arte de El Salvador         | 20 aniversario de CME                      |
| 17/02/2018 | Guatemala, Guatemala                 | El Abejorro                          | Solo Baladas                               |
| 25/02/2018 | Ayutla, San Marcos                   | Campo de La Feria                    | Feria de Ayutla                            |
| 28/02/2018 | Guatemala, Guatemala                 | Cementerio Las Flores                | Funeral Lenin Fernández                    |
| 02/03/2018 | Antigua Guatemala, Sacatepequez      | Ermita de la Santa Cruz              | Evento para Club Rotarios                  |
| 09/03/2018 | Guatemala, Guatemala                 | USAC                                 | Declaratoria de Huelga Ingeniería          |
| 10/03/2018 | Guatemala, Guatemala                 |                                      | Fiesta Privada                             |
| 17/03/2018 | Guatemala, Guatemala                 | C.C. Galerías del Sur                | Mega Concierto Megapaca                    |
| 24/03/2018 | Mazate, Suchitepequez                | Estadio Carlos Salazar Hijo          | Rumba Fest                                 |
| 31/03/2018 | Izabal, Guatemala                    | Playa Punta de Palma                 |                                            |
| 24/04/2018 | San Marcos, Guatemala                | Parque Central de San Marcos         | Feria de San Marcos                        |
| 07/06/2018 | Guatemala, Guatemala                 | El Abejorro                          | Concierto por Damnificados Volcán de Fuego |
| 30/06/2018 | Santa Ana, El Salvador               | Teatro de Santa Ana                  | Electroacústico                            |
| 24/07/2018 | Esquipulas, Chiquimula               |                                      | Coosajio Music Live                        |
| 01/09/2018 | Guatemala, Guatemala                 | Parque de la Industria               | Festival de Independencia                  |
| 14/09/2018 | Quetzaltenango, Guatemala            | CC Paseo Las Américas                | Festival de Independencia                  |
| 22/09/2018 | Santa Lucía Cotzumalguapa, Escuinlta | Polideportivo                        | Festival de Independencia                  |
| 03/10/2018 | Guatemala, Guatemala                 | Casa Ronald McDonald`s               | Mcdia Feliz                                |
| 24/10/2018 | Guatemala, Guatemala                 | Teatro Dick Smith (Teatro IGA)       | NatGeo Sessions                            |
| 27/10/2018 | San Salvador, El Salvador            | Pabellón 8 CIFCO                     | NatGeo Sessions                            |
| 02/11/2018 | Jutiapa, Guatemala                   | BarRiles                             | Fiesta Privada 2018                        |
| 10/11/2018 | Chiquimula, Guatemala                | Hábitat Café                         | Fiesta Privada 2018                        |
| 16/11/2018 | Huehuetenango, Guatemala             | Viejo Este                           | Fiesta Privada 2018                        |
| 20/11/2018 | Santa Rosa, Guatemala                | Feria                                | Feria Nueva Santa Rosa                     |
| 23/11/2018 | San Marcos, San Marcos               | Bar Attica                           | Fiesta Privada 2018                        |
| 24/11/2018 | San Francisco el Alto, Totonicapan   | Tinglado Municipal                   | Fiesta Privada 2018                        |
| 30/11/2018 | Guatemala, Guatemala                 | Trovajazz                            | Fiesta Privada 2018                        |
| 07/12/2018 | Panajachel, Solola                   | Panarock                             | Aniversario Panacrock                      |
| 12/12/2018 | Malacatan, San Marcos                | Estadio Santa Lucía                  | Fest Malacatan                             |
| 15/12/2018 | Santa Elena, Peten                   | Santa Elena Frente Estadio Maco Fion | Aniversario Restaurante del Puerto         |
| 28/12/2018 | Guatemala, Guatemala                 | Trovajazz                            | Fiesta Privada 2018                        |
| 29/12/2018 | San Juan La Laguna, Solola           | Cancha Municipal                     | Fiesta de Fin de Año                       |

### 2019
| Fecha      | País/Depto                     | Lugar                                           | Evento                                        |
| ---------- | ------------------------------ | ----------------------------------------------- | --------------------------------------------- |
| 30/01/2019 | Guatemala, Guatemala           | Plaza de los Mártires, USAC                     | Aniversario USAC                              |
| 08/03/2019 | Mazatenango, Suchitepequez     | Jardín Cervecero Campo de la Feria              | Carnaval Mazate                               |
| 23/03/2019 | Coatepque, Quetzaltenango      | Plaza Gallo Campo de la Feria                   | Feria Coatepeque                              |
| 27/03/2019 | San Salvador, El Salvador      | Hotel Barcelo                                   | Presentación de la fundación "Como un Duende" |
| 03/04/2019 | Guatemala, Guatemala           | Plaza de los Mártires, USAC                     | Declaratoria de Huelga Ingeniería             |
| 04/05/2019 | Amatitlán, Guatemala           | Estadio Municipal                               | Feria Amatitlán                               |
| 14/06/2019 | Santa Ana, El Salvador         | Feria Ganadera                                  |                                               |
| 15/06/2019 | San Salvador, El Salvador      | Pabellón 5 CIFCO                                |                                               |
| 16/06/2019 | San Miguel, El Salvador        | Hotel Trópico Inn                               |                                               |
| 29/06/2019 | Retalhuleu, Retalhuleu         | Parque Xetulul                                  | Aniversario Xetulul                           |
| 13/07/2019 | Jalapa, Jalapa                 | Coliseo Municipal de Jalapa                     |                                               |
| 26/07/2019 | Guatemala, Guatemala           | Teatro Nacional                                 | 40 Aniversario                                |
| 27/07/2019 | Guatemala, Guatemala           | Teatro Nacional                                 | 40 aniversario                                |
| 02/08/2019 | Cobán, Alta Verapaz            | Plaza Gallo Campo de la Feria                   | Feria de Cobán                                |
| 14/09/2019 | Quetzaltenango, Quetzaltenango | C.C. Plaza las Américas                         | Festival de independencia                     |
| 21/09/2019 | Santa Cruz del Quiche, Quiche  | Canchas Travieso Sport                          | Festival de independencia                     |
| 28/09/2019 | Guatemala, Guatemala           | Parque de la Industria                          | Festival de independencia                     |
| 16/10/2019 | Retalhuleu, Retalhuleu         | IRTRA                                           | ExpoElektra                                   |
| 15/11/2019 | Jutiapa, Jutiapa               | Explanda campo de la feria                      | Feria Ganadera de Jutiapa                     |
| 23/11/2019 | Quetzaltenango, Quetzaltenango | Teatro Roma                                     | 40 Aniversario                                |
| 27/11/2019 | Guatemala, Guatemala           | Trovajazz                                       | Concierto Acústico Íntimo                     |
| 30/11/2019 | Asunción Mita, Jutiapa         | La Plaza Asunción Mita.                         |                                               |
| 01/12/2019 | Tegucigalpa, Honduras          | Estacionamiento nacional de ingenieros coliseum | Revolución Fest                               |
| 18/12/2019 | Guatemala, Guatemala           | 100 Montaditos                                  |                                               |

### 2020
| Fecha      | País/Depto                 | Lugar                                              | Evento                                 |
| ---------- | -------------------------- | -------------------------------------------------- | -------------------------------------- |
| 10/01/2020 | Flores, Petén              | Plaza Gallo                                        | Feria de Petén                         |
| 16/01/2020 | San Sebastián, El Salvador | Parque Central San Sebatian                        | 40 Aniversario                         |
| 07/02/2020 | Miami, FL, USA             | LeClub Miami                                       | 40 Aniversario                         |
| 09/02/2020 | Houston,TX, USA            | Vertigo Houston                                    | 40 Aniversario                         |
| 14/02/2020 | Pawtucket, RL, USA         | International Club & Billar Pawtacket Rhode Island | 40 Aniversario                         |
| 16/02/2020 | New York, NY, USA          | Stage 48                                           | 40 Aniversario                         |
| 21/02/2020 | Hyattsville, MD, USA       | Coco Cabana Club                                   | 40 Aniversario                         |
| 23/02/2020 | Trenton, NJ, USA           | Coopers Riverview                                  | 40 Aniversario                         |
| 27/02/2020 | Los Angeles, CA, USA       | La Sierra Panorama City                            | 40 Aniversario                         |
| 28/02/2020 | San Francisco, CA, USA     | Roccapulco                                         | 40 Aniversario                         |
| 29/02/2020 | Los Angeles, CA, USA       | Leonardos Huntington Park                          | 40 Aniversario                         |
| 01/03/2020 | Las Vegas, NV, USA         | Coco Night Club & Bar                              | 40 Aniversario                         |
| 13/06/2020 | Guatemala, Guatemala       | Concierto On Line                                  | GuateXGuate                            |
| 17/06/2020 | Guatemala, Guatemala       | Concierto On Line (Grabación Cámara de Industria)  | Celebra con Papá (concierto Banrural)  |
| 22/08/2020 | Guatemala, Guatemala       | Concierto On Line                                  | Lanzamiento Single "Corazón de Jaguar" |
| 14/09/2020 | Guatemala, Guatemala       | Concierto On Line                                  | Festival de Independencia              |
| 26/09/2020 | Guatemala, Guatemala       | Concierto On Line (Grabación Teatro Lux)           | GuateXGuate 2                          |
| 17/10/2020 | Guatemala, Guatemala       |                                                    | Oktoberfest                            |
| 22/10/2020 | Guatemala, Guatemala       | Cafe-Bar Roma (en línea)                           | Historia de sus canciones Episodio 1   |
| 29/10/2020 | Guatemala, Guatemala       | Café-Bar Roma (en línea)                           | Historia de sus canciones Episodio 2   |
| 21/11/2020 | Guatemala, Guatemala       | Trovajazz (en línea)                               | Historia de sus canciones Episodio 3   |
| 27/11/2020 | Guatemala, Guatemala       | Trovajazz (en línea)                               | Historia de sus canciones Episodio 4   |
| 12/12/2020 | Guatemala, Guatemala       | Autocine Cardales de Cayala                        |                                        |

### 2021
| Fecha      | País/Depto.                      | Lugar                                    | Evento              |
| ---------- | -------------------------------- | ---------------------------------------- | ------------------- |
| 30/01/2021 | Guatemala, Guatemala             | Trovajazz                                |                     |
| 13/02/2021 | Guatemala, Guatemala             | Trovajazz                                |                     |
| 27/02/1021 | Pete, Guatemala                  | Mango´s Bar                              | Tardes de Alux      |
| 20/03/2021 | Guatemala, Guatemala             | Área verde zoológico la Aurora           | Atardeceres de Alux |
| 25/03/2021 | San Salvador, El Salvador        | Picnic Steak House                       |                     |
| 02/07/2021 | Guatemala, Guatemala             | Teatro Delirio                           | 42 Aniversario      |
| 31/07/2021 | Guatemala, Guatemala             |                                          | Evento Privado      |
| 16/10/2021 | Sacatepequez, Antigua Guatemala, | Adra Hostel                              |                     |
| 27/10/2021 | Guatemala, Guatemala             | 100 Montaditos Álamos                    |                     |
| 06/11/2021 | Guatemala, Guatemala             | Concierto On Line (Grabación Teatro Lux) | Guate X Guate 3     |
| 03/12/2021 | Solola, Guatemala                | Pana Rock                                |                     |
| 04/12/2021 | Santa Elena Barillas, Guatemala  | Yeguada Diez                             |                     |
| 12/12/2021 | Amatitlán, Guatemala             | El Cevichin                              |                     |
| 17/12/2021 | Guatemala, Guatemala             | Teatro Delirio                           | Convivio de Alux    |
| 18/12/2021 | Mazatenango, Suchitepequez       | La Barra del 33                          |                     |
| 31/12/2021 | Panajachel, Solola               | Moara Restaurant and Bar                 |                     |

### 2022
| Fecha       | País/Depto.                          | Lugar                             | Evento                                           |
| ----------- | ------------------------------------ | --------------------------------- | ------------------------------------------------ |
| 15/01/2022  | Guastatoya, El Progreso              | Shero´s Disco                     |                                                  |
| 10/02/2022  | Mixco, Guatemala                     | Santa Monica Latin Food           |                                                  |
| 12/02/2022  | Santa Lucía, Cotzumalguapa           | Donde George                      |                                                  |
| 01/04/2022  | Cobán, Alta Verapaz                  | Finca Chajsel, Cabañas de Don Sec | Coban Vive Alux & Viernes                        |
| 02/04/2022  | Chiquimula, Chiquimula               | La Finca Sport Bar & Restaurante  |                                                  |
| 09/04/2022  | Escuintla, Escuintla                 | La Chula                          | 6.º aniversario La Chula                         |
| 21/05/2022  | Quetzaltenango, Quetzaltenango       | La Terraza                        |                                                  |
| 28/05/2022  | Jacaltenango, Huehuetenango          | Canchas las Rosas                 |                                                  |
| 02/07/2022  | Quetzaltenango, Quetzaltenango       | La Casita P&R                     |                                                  |
| 16/07/2022  | Huehuetenango, Huehuetenango         | LEON - Zentro Corporativo         | Festival de Rock, Fiestas Julias                 |
| 22/07/2022  | Guatemala, Guatemala                 | Trovajazz                         | 43 aniversario                                   |
| 23/07/2022  | Guatemala, Guatemala                 | Trovajazz                         | 43 aniversario                                   |
| 25/07/2022  | Sacatequez, Antigua Guatemala        | Parque Central                    |                                                  |
| 03/08/2022  | Chiquimula, Chiquimula               | Country Bar                       | Aniversario Country Bar                          |
| 14/09/2022  | Quetzaltenango, Quetzaltenango       | Parque de la Feria                | Festival de independencia                        |
| 01/10/2022  | San Francisco el Alto, Totonicapán   | Plaza Central                     | Feria Patronal de San Francisco el Alto          |
| 08//10/2022 | Santa Cruz de Quiché, Quiche         | Salón Municipal "El Tonelón"      |                                                  |
| 15/10/2022  | Guatemala, Guatemala                 | Spazio                            |                                                  |
| 22/10/2022  | Guatemala, Guatemala                 |                                   | Evento privado exalumnos Liceo Guatemala         |
| 31/10/2022  | Santiago Sacatepequez, Sacatepequez  | Granja Don Pietro                 | Festival Musical del Barrilete                   |
| 04/11/2022  | Guatemala, Guatemala                 | Casa Real C.C. Eskala Roosevelt   |                                                  |
| 12/11/2022  | Retalhuleu, Retalhuleu               | Discoteca Boom Boom               |                                                  |
| 19/11/2022  | Mixco, Guatemala                     | Jardín Alma Verde                 | Concierto Entre Árboles para Aluxeros de Corazón |
| 03/12/2022  | Zacatecoluca, El Salvador            |                                   | Gran Verbena Viroleña                            |
| 08/12/2022  | Escuintla, Escuintla                 | Plaza de la Feria                 | Feria de Escuintla                               |
| 09/12/2022  | Retalhuleu, Retalhuleu               | Ronda, Campo de la Feria          | Feria de Reu                                     |
| 15/12/2022  | San Mateo Milpas Altas, Sacatepequez | Jardines de Provenza              |                                                  |

### 2023
| Fecha      | País/Depto.                             | Lugar                                 | Evento                                               |
| ---------- | --------------------------------------- | ------------------------------------- | ---------------------------------------------------- |
| 23/01/2023 | San Francisco el Alto, Totonicapan      | Iglesia de Sacximit                   | Celebraciones Cristo Negro de Esquipulas             |
| 22/02/2023 | Sacatepequez, Antigua Guatemala         | Ermita de la Santa Cruz               | 55 aniversario Banco Industrial                      |
| 25/02/2023 | Tegucigalpa, Honduras                   | Torre Metrópolis, Bar La Oficina      | 8.º Aniversario La Oficina                           |
| 11/03/2023 | Guatemala, Guatemala                    | Cámara de Industrial de Guatemala     | Evento Privado                                       |
| 18/03/2023 | Mixco, Guatemala                        | Fisherman´s                           |                                                      |
| 01/04/2023 | Huehuetenango, Huehuetanango            | Canchas Premier                       | Festival de Rock Chapin con Viernes Verde y El Clubo |
| 01/05/2023 | Amatitlán, Guatemala                    | Estadio Municipal                     | Feria de Amatitlán                                   |
| 11/05/2023 | San Salvador, El Salvador               | Complejo La Hacienda, Nuevo Cuscatlán | Concierto 40 Aniversario Hombres G                   |
| 16/06/2023 | San José, Costa Rica                    | Teatro Auditorio Nacional             | Sinfónico 5                                          |
| 17/06/2023 | San José, Costa Rica                    | Teatro Auditorio Nacional             | Sinfónico 6                                          |
| 28/06/2023 | San Pedro, San Marcos                   | Estadio Municipal                     |                                                      |
| 05/07/2023 | San Antonio Sija, San Francisco el Alto | Atrio Iglesia Católica                |                                                      |
| 08/07/2023 | Retalhuleu, Retalhuleu                  | Xetulul                               |                                                      |
| 09/07/2023 | Huehuetenango, Huehuetenango            | Plaza de Armas                        | Fiestas Julias                                       |
| 30/07/2023 | Florecia, Santa Lucía Milpas Altas      | Finca Florencia                       | Festival MX23                                        |
| 03/08/2023 | Quetzaltenango, Quetzaltenango          | Gran Karmel                           | 16 aniversario de 95.5 Fm                            |
| 11/08/2023 | Guatemala, Guatemala                    | Trovajazz                             |                                                      |
| 12/08/2023 | Guatemala, Guatemala                    | Trovajazz                             |                                                      |
| 18/08/2023 | Jalapa, Jalapa                          | Memphis Family Food and Fun           |                                                      |
| 23/08/2023 | Mazatenango, Suchutepequez              | Bakano´s                              | Feria Patronal Mazate                                |
| 25/08/2023 | Guatemala, Guatemala                    | Club de Golf San Isidro               | Evento Privado                                       |
| 27/10/2023 | Santa Rosa de Copán, Honduras           |                                       | Congreso Médico Nacional 2023                        |
| 16/11/2023 | San Salvador, El Salvador               | Museo ARTE                            |                                                      |
| 25/11/2023 | Los Altos, Totonicapan                  | Plaza Tierra                          |                                                      |
| 01/12/2023 | Huehuetenango, Huehuetenango            | Sam´s Cafe Bar                        |                                                      |
| 02/12/2023 | Panajachel, Solola                      | Panarock                              | Aniversario Panarock                                 |
| 08/12/2023 | Quetzaltenango, Quetzaltenango          | InterPlaza                            |                                                      |
| 29/12/2023 | Guatemala, Guatemala                    | Trovajazz                             |                                                      |
| 30/12/2023 | Guatemala, Guatemala                    | Trovajazz                             |                                                      |

### 2024
| Fecha      | País/Depto.                          | Lugar                                      | Evento                                        |
| ---------- | ------------------------------------ | ------------------------------------------ | --------------------------------------------- |
| 12/01/2024 | Flores. Peten                        | Plaza Gallo                                | Feria de Peten                                |
| 20/01/2024 | Ipala, Chiquimula                    | Gimnasio Municipal de Ipala                |                                               |
| 01/03/2024 | San Salvador, El Salvador            |                                            | Convención Centroamericana de Almacenes Simán |
| 16/03/2024 | Coatepeque, Quetzaltenango           | Estadio Israel Barrios                     | Feria de Coatepeque                           |
| 24/03/2024 | Guatemala, Guatemala                 | Forum Majadas                              | Food Truck Fest                               |
| 19/04/2024 | San Salvador, El Salvador            | Museo Marte San Salvador                   | Conciertos 45 Aniversario                     |
| 20/04/2024 | San Salvador, El Salvador            | Museo Marte San Salvador                   | Conciertos 45 Aniversario                     |
| 24/04/2024 | San Marcos, San Marcos               | Parque de San Marcos                       |                                               |
| 03/05/2024 | San José, Costa Rica                 | Pepper Club                                | Conciertos 45 Aniversario                     |
| 25/05/2024 | Cobán, Alta Verapaz                  | MAJO's PLACE                               |                                               |
| 27/07/2024 | San Salvador, El Salvador            | Bistro Siman, Centro Comercial La Gran Vía | Noche Volaris                                 |
| 08/06/2024 | Aldea Barraneche, Totonicapan        | Campo de Futbol                            | Fiestas patronales                            |
| 14/06/2024 | Guatemala, Guatemala                 | Teatro Nacional                            | Conciertos 45 Aniversario                     |
| 15/06/2024 | Guatemala, Guatemala                 | Teatro Nacional                            | Conciertos 45 Aniversario                     |
| 29/06/2024 | Chiquimula, Guatemala                | Coliseo de Chiquimula                      | 203 años de Chiquimula                        |
| 03/10/2024 | Guatemala, Guatemala                 | Fontabella                                 | Oktoberfest                                   |
| 12/10/2024 | Guatemala, Guatemala                 | Teatro Delirio                             | Lados B                                       |
| 18/10/2024 | Guatemala, Guatemala                 | Paseo Cayala                               | Oktoberfest                                   |
| 01/11/2024 | San Salvador, El Salvador            | Hotel Real Intercontinental                | Salsa Rock                                    |
| 08/11/2024 | Nicoya, Guanacaste, Costa Rica       | Parque Central de Nicoya                   | Festival Internacional de las Artes (FIA)     |
| 06/12/2024 | Retalhuleu, Retalhuleu               | Campo de la Feria                          | Feria de Reu                                  |
| 09/12/2024 | Santa Lucia Cotzumalguapa, Escuintla |                                            | Feria                                         |

### 2025
| Fecha      | País/Depto.                    | Lugar                  | Evento                                                            |
| ---------- | ------------------------------ | ---------------------- | ----------------------------------------------------------------- |
| 11/01/2025 | Guatemala, Guatemala           | Rockol Vuh             |                                                                   |
| 30/01/2025 | Guatemala, Guatemala           | Canal 7 Nuestro Mundo  | Presentación nuevos sencillos                                     |
| 21/02/2025 | Guatemala, Guatemala           | Cafe Am Azteca Guate   |                                                                   |
| 22/03/2025 | Quetzaltenango, Coatepeque     | Estadio Israel Barrios | Feria de Coatepeque                                               |
| 04/04/2025 | Quetzaltenango, Quetzaltenango | Parqueo USAC CUNOC     | Declaratoria de Huelga                                            |
| 05/04/2025 | Mazatenango, Suchitepeques     | USAC CUSUROC           | Declaratoria autónoma de la carrera de Administración de empresas |
| 17/04/2025 | Solola, Guatemala              | Panarock               |                                                                   |
| 13/06/2025 | Quetzaltenango, Quetzaltenango | El Gran Karmel         | 46 Aniversario                                                    |
| 14/06/2025 | Guatemala, Guatemala           | Zoo La Aurora          | 46 Aniversario                                                    |
| 04/07/2025 | Guatemala, Guatemala           | Forum Majadas          | Filgua 2025                                                       |
| 12/07/2025 | Retalhuleu, Retalhuleu         | Parque Xetulul         | Aniversario Xetulul                                               |